# مظلة بالطاقة

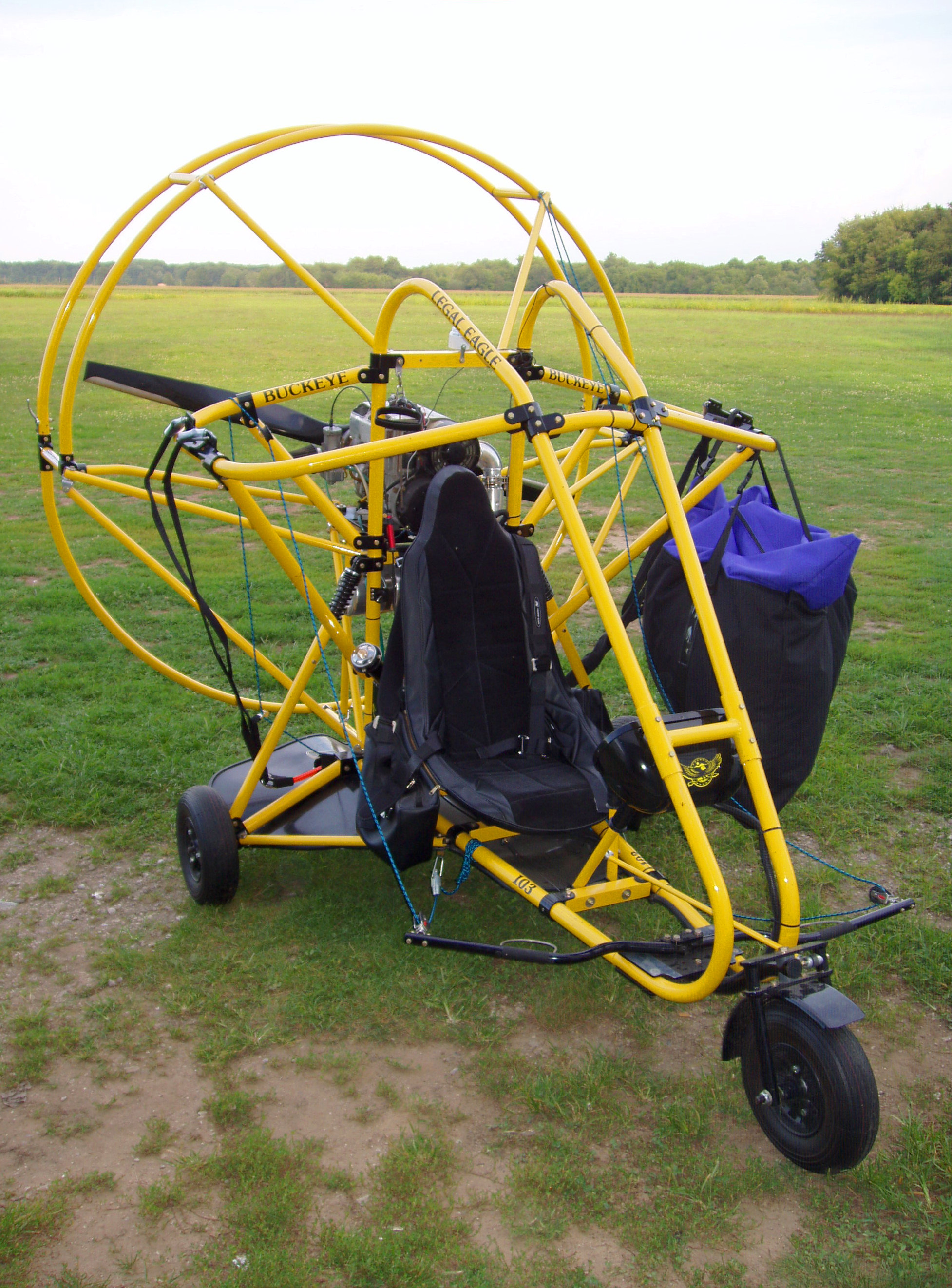
مظلة تعمل بالطاقة وجناحها ملفوف.

مظلة بالطاقة (بالإنجليزية: powered parachute)‏ غالبا ما تختصر (PPC)، وتسمى أيضا المظلة الآلية (بالإنجليزية: motorised parachute)‏ أو بارابلان (بالإنجليزية: paraplane)‏ هو نوع من الطائرات، تتكون من مظلة مع محرك وعجلات. مع سرعة جوية للطائرة تبلغ عادة حوالي 25-35 ميلا في الساعة (40-60 كم/ساعة). تعمل المظلات المدفوعة بالطاقة بشكل آمن على ارتفاعات تتراوح بين بضعة أقدام من الأرض إلى ارتفاعات تصل إلى 10,000+ قدم (5.5 كم). ولكن ارتفاعات التشغيل النموذجية تتراوح بين 500 إلى 1500 قدم (150-500 متر). وهي مجهزة بخزان وقود قياسي بسعة 5 أو 10 غالون، يكفي لمدة ثلاث ساعات تقريبا. ولها القدرة على الإقلاع والهبوط على مدارج قصيرة جدا، قد تصل أحيانا لأقل من 100 قدم (30 متر). وتعتبر المظلات المدفوعة بالطاقة من بين المركبات الجوية الأقل تكلفة. وقد تكلف مظلة جديدة تتسع لشخص واحد مبلغ أقل من 5000 دولار، بينما المظلة التي تتسع لشخصين عادة تكون أكثر تكلفة ويبلغ سعرها حوالي 10,000 دولار وقد يكلف سعر بعض الأنواع عالية المواصفات سعر يبلغ بين 15000 و 25,000 دولار أمريكي. يبلغ وزن المظلة المدفوعة بالطاقة حوالي 200-300 رطل (90-135 كجم) والحمولة يمكن أن تكون أعلى من 500 رطل (225 كغم).
في الولايات المتحدة، تحلق معظم المظلات المدفوعة بسعة شخص واحد حسب أنظمة وقوانين الجزء 103 من لوائح الطيران الاتحادية، ولذلك يمكنها أن تحلق بدون ترخيص أو تعليمات طيران. ومع ذلك، ينصح بشدة بتعليمات الطيران، ويمكن للطالب العادي أن يتعلم أن يطير بأمان خلال فترة تمتد من 5 إلى 10 ساعات من تعليمات الطيران. في الولايات المتحدة تعتبر المظلات المدفوعة بسعة شخصين عاى أنها طائرة رياضية خفيفة. ويجب على الطيار أن يكون حاصلا على الأقل شهادة طيار رياضي صادرة عن إدارة الطيران الفيدرالية. وللحصول على هذه الشهادة يجب أن يكون المتقدم حاصل على تدريب لمدة 10 ساعات على الأقل في تعليمات الطيران، وساعتين منفردا كطالب طيار. أيضا، لا ينبغي الخلط بالطاقة بالمظلات بالطيران الشراعي بالطاقة (powered paragliding).

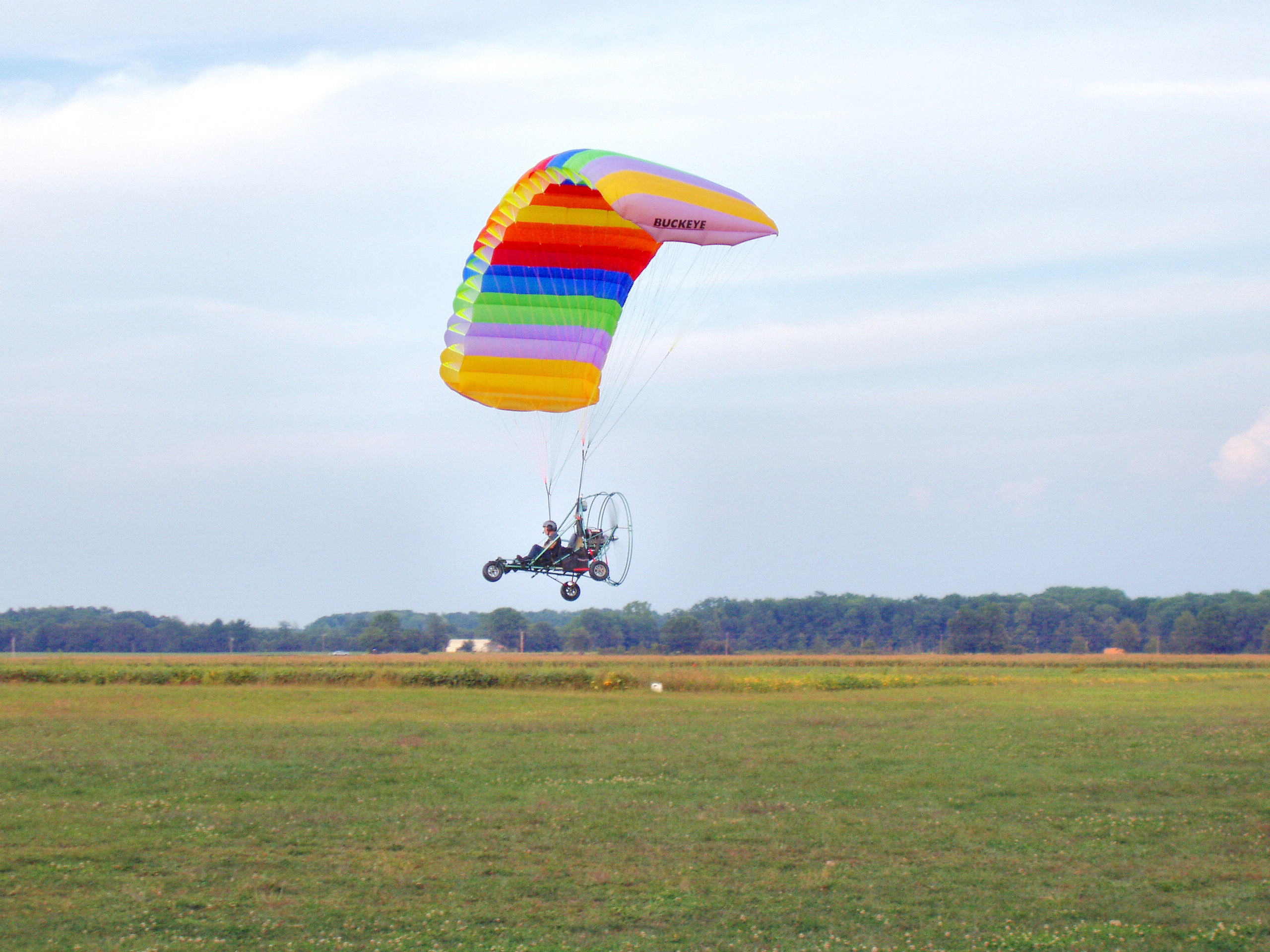
منظر لجانب من لطيران.

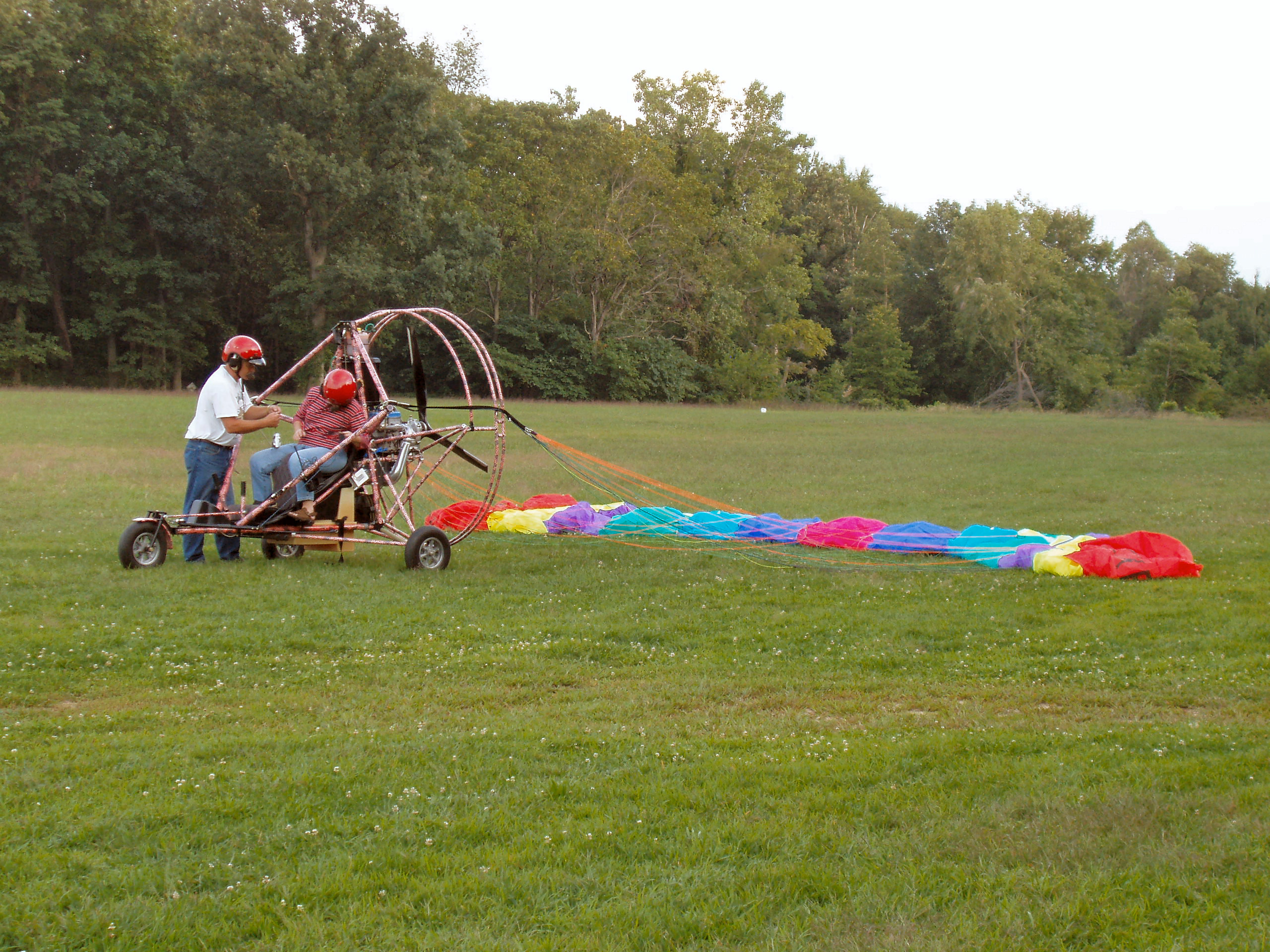
مظلة تعمل بالطاقة في وضع التحضير للإقلاع.

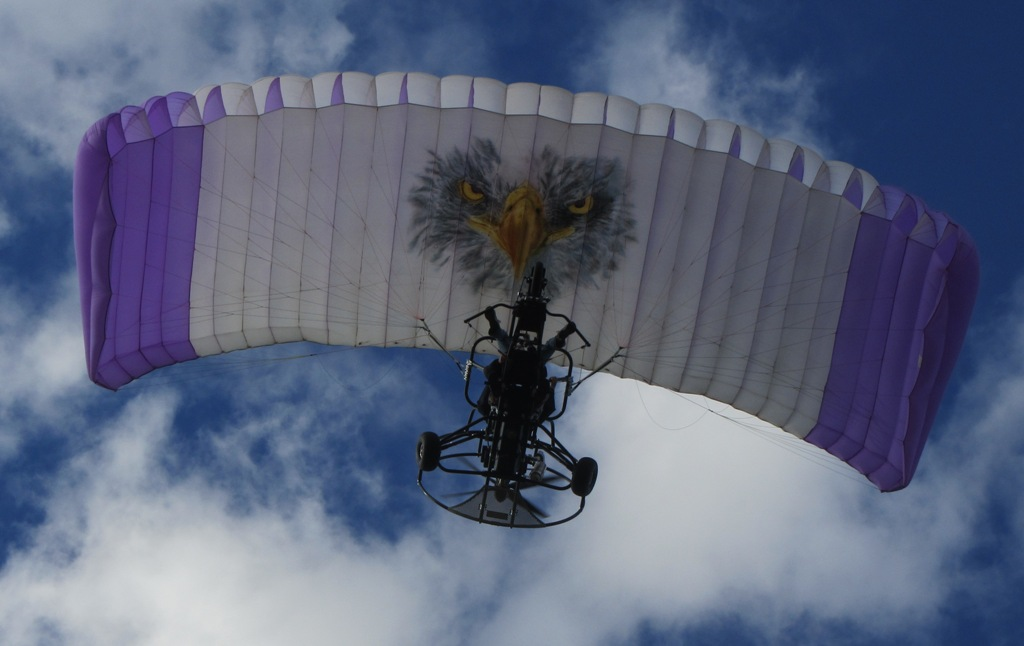
مظلة تعمل بالطاقة بسعة شخصين